# Wildemania amplissima
Espèce
Wildemania amplissima est une espèce d'algues rouges de la famille des Bangiaceae. 

## Synonyme
Synonymes homotypiques : 
- Diploderma amplissima Kjellman 1883
- Diploderma amplissimum f. planiusculum Foslie 1890
- Porphyra miniata var. amplissima (Kjellman) Rosenvinge 1893
- Porphyra amplissima (Kjellman) Setchell & Hus ex Hus, 1900

Synonymes hétérotypiques : 
- Porphyra cuneiformis (Setchell & Hus) V.Krishnamurthy 1972
- Porphyra miniata f. cuneiformis Setchell & Hus 1990
- Wildemania cuneiformis (Setchell & Hus) S.C.Lindstrom 2011

## Liste des formes
Selon Catalogue of Life (6 déc. 2012) :
- forme Porphyra amplissima f. crassa
- forme Porphyra amplissima f. elliptica
- forme Porphyra amplissima f. lanceolata

Selon World Register of Marine Species (6 déc. 2012) :
- forme Porphyra amplissima f. crassa S.Kawabata, 1936
- forme Porphyra amplissima f. elliptica Nagai, 1941
- forme Porphyra amplissima f. lanceolata Nagai, 1941

Selon World Register of Marine Species (6 déc. 2012) :
- forme Wildemania amplissima f. planiuscula (Foslie) Foslie, 1891

### Sous le nomWildemania amplissima
- (en) Catalogue of Life : Porphyra amplissima (Kjellman) Setchell & Hus ex Hus (consulté le 6 décembre 2012)
- (en) AlgaeBase : espèce Wildemania amplissima (Kjellman) Foslie (consulté le 6 décembre 2012)
- (en) WoRMS : espèce Wildemania amplissima (Kjellman) Foslie, 1891 (consulté le 6 décembre 2012)
- (en) NCBI : Wildemania amplissima (taxons inclus) (consulté le 6 décembre 2012)

### Sous le nomPorphyra amplissima
- (en) Catalogue of Life : Wildemania amplissima (Kjellman) Foslie Non Valide (consulté le 6 décembre 2012)
- (fr) SeaLifeBase : espèce Porphyra amplissima (+ noms communs) (consulté le 6 décembre 2012)
- (en) AlgaeBase : espèce Porphyra amplissima (Kjellman) Setchell & Hus Non valide (consulté le 6 décembre 2012)
- (fr + en) ITIS : Porphyra amplissima (consulté le 6 décembre 2012)
- (en) WoRMS : espèce Porphyra amplissima (Kjellman) Setchell & Hus, 1900 Non valide (consulté le 6 décembre 2012)
- (en) NCBI : Porphyra amplissima (taxons inclus) (consulté le 6 décembre 2012)
- (en) AlgaeBase : espèce Porphyra amplissima f. crassa S.Kawabata (consulté le 6 décembre 2012)
- (en) AlgaeBase : espèce Porphyra amplissima f. elliptica Nagai (consulté le 6 décembre 2012)
- (en) AlgaeBase : espèce Porphyra amplissima f. lanceolata Nagai (consulté le 6 décembre 2012)

### Sous le nomPorphyra cuneiformis
- (en) Catalogue of Life : Porphyra cuneiformis (Setchell & Hus) V. Krishnamurthy (consulté le 6 décembre 2012)
- (fr) SeaLifeBase : espèce Porphyra cuneiformis (+ noms communs) (consulté le 6 décembre 2012)
- (en) AlgaeBase : espèce Porphyra cuneiformis (Setchell & Hus) V.Krishnamurthy Non valide (consulté le 6 décembre 2012)
- (fr + en) ITIS : Porphyra cuneiformis (consulté le 6 décembre 2012)
- (en) WoRMS : espèce Porphyra cuneiformis (Setchell & Hus) V.Krishnamurthy, 1972 Non valide (consulté le 6 décembre 2012)
- (en) NCBI : Porphyra cuneiformis (taxons inclus) (consulté le 6 décembre 2012)